# Rake (poker)
Rake jest to opłata pobierana od graczy przez podmiot organizujący grę w pokera. Stanowi ona główne źródło dochodu organizatora, ponieważ poker jest grą, w której gracze grają przeciwko sobie, a nie przeciwko organizatorowi (w odróżnieniu od blackjacka czy ruletki).
Zazwyczaj wysokość rake wynosi od 5% do 10% puli, przy czym jest ona ograniczona od góry kwotą maksymalną. Istnieją też inne sposoby pobierania opłat.

## Sposoby pobierania rake

### Opłata procentowa
Jest to najbardziej rozpowszechniony sposób pobierania opłat. Opłata stanowi określony w regulaminie procent puli i w każdym rozdaniu jest z niej bezpośrednio pobierana. W tradycyjnym kasynie krupier w trakcie rozdania pobiera określoną kwotę w żetonach i odkłada je na bok, a po zakończeniu rozdania wrzuca je do specjalnej skrzynki wbudowanej w stół do gry. W kasynach (pokerroomach) internetowych rake jest pobierany automatycznie przez oprogramowanie.

### Opłata stała
Przed rozpoczęciem każdego rozdania gracz siedzący na pozycji rozdającego (ang. on the button) przekazuje krupierowi opłatę.

### Opłata za czas gry
Ustalona kwota jest pobierana przez krupiera co pewien czas, zazwyczaj co pół godziny. Opłata może być pobierana na dwa sposoby:
- opłata jest pobierana od każdego z graczy,
- opłata jest pobierana z puli.

Ten sposób pobierania opłat jest zazwyczaj stosowany w grach na wysokie stawki.

### Opłata turniejowa
Wymienione wyżej sposoby dotyczą gier na gotówkę (ang. cash games lub ring games). W przypadku turniejów pokerowych rake stanowi część kwoty wpisowego do turnieju. Często wielkość wpisowego jest podawana jako suma dwóch kwot, np. $100+$9. Oznacza to, że aby zagrać w takim turnieju należy wpłacić organizatorowi 109 dolarów amerykańskich z czego 100 dolarów powiększa pulę nagród turnieju, a pozostałe 9 dolarów stanowi opłatę turniejową.

### Opłata abonamentowa
Niektóre pokerroomy internetowe pobierają co miesiąc stałą opłatę i nie pobierają opłat od poszczególnych rozdań i turniejów.

### Brak opłat
Niektóre firmy organizujące gry hazardowe w Internecie nie pobierają opłat za grę w pokera. Ma to na celu wypromowanie innych dochodowych przedsięwzięć takich jak zakłady sportowe czy kasyno.